# Nykantianisme
 Der er for få eller ingen kildehenvisninger i denne artikel, hvilket er et problem. Du kan hjælpe ved at angive troværdige kilder til de påstande, som fremføres i artiklen.

Nykantianisme eller neokantianisme er en fælles betegnelse
for de retninger, væsentlig inden for tysk
filosofi i slutningen af 1800-tallet og begyndelsen af 1900-tallet, der mere eller mindre har stillet sig i modsætning til den romantiske filosofi, og som
hævder at en sund filosofi må vende tilbage til
Kant, søge at forstå ham fuldt ud, og at bygge
videre i overensstemmelse med hans synsmåder.
Man har inddelt nykantianismen i seks retninger:
1. Den fysiologiske: Hermann von Helmholtz (1821-1894), F.A. Lange (1828-1875)
2. Den metafysiske: Otto Liebmann (1840-1912), Johannes Volkelt (1848-1930)
3. Den realistiske: Alois Riehl (1844-1924), Oswald Külpe (1862-1915)
4. Den matematisk og videnskabsorienterede[1]: Marburgskolen, Hermann Cohen (1842-1918), Paul Natorp (1854-1924), Ernst Cassirer (1874-1945)
5. Den værditeoretiske kritiske: Wilhelm Windelband (1848–1915), Heinrich Rickert (1863–1936), Sydvesttyske eller badiske skole
6. Den relativistiske: Georg Simmel (1858-1918).
7. Den pragmatiske: Hans Vaihinger (1885-1933)